# موريشيوس في الألعاب الأولمبية
موريشيوس في الألعاب الأولمبية تقوم اللجنة الأولمبية الموريشيوسية بالإشراف في شؤون مشاركة موريشيوس في الألعاب الأولمبية، شاركت موريشيوس أول مرة في الألعاب الأولمبية في دورة 1984 في لوس أنجلوس في الولايات المتحدة في حين انها كانت من المقرر ان تكون مشاركة لها في دورة 1980 لولا مقاطعتها احتجاجاً على غزو الاتحاد السوفيتي لأفغانستان في سنة 1979، فازت موريشيوس حتى الآن في مشوارها في الألعاب الأولمبية الصيفية بميدالية برونزية واحدة كانت عن طريق الملاكم برونو جولي في بكين 2008.